# 가시노정
가시노정(鹿忍町)은 오카야마현 오쿠군에 설치되었던 정이다. 현재의 세토우치시의 일부에 해당한다.